# Dewald Senekal
Senekal (Uitenhage, 12 de enero de 1981) es un exjugador y actualmente entrenador sudafricano de rugby que se desempeñaba en la posición de Segunda línea y que entrena en el club FC Grenoble Rugby de la Pro D2. 

## Carrera
Senekal comienza su carrera profesional en 2007 enfrentándose a Brumbies en el Super Rugby. Tras su paso por Cheetahs y Lions en el Super Rugby, Senekal decidió dar un salto a Europa para fichar por el Toulon francés, de ahí pasó a Agen y acabó su carrera en Bayonne.

## Carrera como entrenador
Tras su retirada en 2015 en el Aviron Bayonnais pasa a formar parte del personal técnico haciéndose cargo del puesto de entrenador de delanteros, ese mismo año consigue el ascenso al top 14. El año siguiente el equipo pierde la categoría y Senekal tras la finalización de su contrato decide fichar por FC Grenoble Rugby como entrenador de delanteros

### Palmarés y distinciones notables como entrenador
- Campeón Play off ascenso Pro D2 2015-2016 (Aviron Bayonnais)